# Aenigmatolimnas marginalis
Il rallo striato, schiribilla striata o  voltolino striato (Aenigmatolimnas marginalis Hartlaub, 1857), unica specie del genere Aenigmatolimnas J. L. Peters, 1932, è un uccello della famiglia dei Rallidi originario delle regioni centro-occidentali e sud-orientali dell'Africa.

## Descrizione
Il rallo striato è un Rallide di medie dimensioni, lungo circa 22 cm. Il piumaggio, di colore prevalentemente marrone, presenta delle sottili striature bianche su dorso e ali; becco e ali sono di colore verdognolo; il colore cannella del sottocoda risalta in modo particolare sul bianco dell'addome. La specie presenta un certo dimorfismo sessuale: nel maschio i lati della testa e il petto sono di colore marrone-rossiccio, mentre la femmina ha testa, petto e fianchi di colore grigio. Gli esemplari immaturi hanno il dorso e le ali di colore marrone scuro uniforme, i lati della testa e il petto di colore marrone-rossiccio, e gola, addome e sottocoda bianchi.
Non è una specie molto vocale, e il suo richiamo si ode di rado; quello più frequente è costituito da un rapido tintinnio (della durata di circa 10 secondi), ma la specie emette talvolta anche delle note meno acute.

## Distribuzione e habitat
Il rallo striato è presente in Costa d'Avorio, Ghana, Nigeria, Camerun, Gabon, Repubblica Democratica del Congo settentrionale, Uganda, Kenya meridionale, Tanzania, Zambia, Malawi, Namibia, Botswana, Zimbabwe e Sudafrica.
Questa specie mostra una certa predilezione per le zone di terreno rialzato con stagni di acqua poco profonda, distese fangose ed erbe alte fino a 1 m, ed evita generalmente le zone ove la vegetazione è troppo alta e fitta, come le paludi permanenti, le zone dove l'acqua è più profonda di 20–30 cm e i torrenti soggetti a piene improvvise. Vive soprattutto nelle distese erbose inondate stagionalmente, soggette a siccità e incendi durante la stagione secca, così come le pianure alluvionali, le pozze temporanee, i dambos (le caratteristiche paludi di acqua poco profonda di Zambia e Zimbabwe), le risaie abbandonate e le sponde di paludi, stagni e fossi.

## Biologia
Il rallo striato effettua una serie di migrazioni alla ricerca di zone umide, a seconda del regime delle piogge e della siccità. Nidifica durante la stagione delle piogge in gruppi poliandrici, mentre i maschi territoriali e le loro compagne nidificano in coppia. Va in cerca di cibo durante le ore diurne ed è più attivo nel tardo pomeriggio e in serata; trascorre la notte appollaiato tra i ciuffi d'erba o su piattaforme di vegetazione galleggiante.
Si nutre di lombrichi, piccole chiocciole, ragni, Coleotteri, cavallette, mosche, falene, larve di insetto, piccoli pesci e girini.
Il nido è costituito da una bassa piattaforma di vegetazione, costruita generalmente 10–25 cm sopra il livello dell'acqua, tra l'erba, od occasionalmente da una struttura galleggiante. Talvolta le coppie costruiscono «falsi» nidi che abbandonano prima del loro completamento.